# Secuestro de Antonio Martín Hernández de 1975
El secuestro de Antonio Martín Hernández de 1975 consistió en el secuestro por el Frente Polisario del empresario majorero Antonio Martín durante siete meses y diez días en El Aaiún (Sahara español).

## Secuestro
Martín, empresario majorero residente en El Aaiún, era propietario de una flota de camiones para el transporte de fosfatos desde la mina de Fos Bucraa al puerto de El Aaiún para su exportación vía marítima. En marzo de 1975 fue secuestrado por el Frente Polisario. Le retuvieron en un agujero oculto y cerrado (zulo) de El Aaiún. El 20 de octubre de 1975, siete meses y diez días después, fueron liberados en Mhabes Antonio Martín y el soldado médico José María Sastre Papiol, a cambio de 12 saharauis encarcelados en Tenerife, 5 de ellos militantes del Polisario. En la misma operación se produjo la entrega a España del cadáver de soldado bauto Ángel Moral Moral, asesinado el 10 de mayo de 1975, durante la visita de la Comisión de las Naciones Unidas, por los desertores indígenas pasados al Polisario de las patrullas Pedro y Domingo mientras realizaba el servicio militar.

## Víctima
Antonio Martín Hernández era majorero, empresario del sector del transporte por carretera de la explotación minera de Fos Bucraa.

## Consecuencias
Sin consecuencias penales en España para el Frente Polisario o políticas en la relación España-República Árabe del Sahara Occidental. Sin reparación pública por el Polisario ni a la víctima ni al resto de liberados junto a Antonio Martin. Los atentados contra españoles continuaron, primero contra los militares españoles hasta la invasión del Sáhara por Marruecos, y después especialmente contra los pesqueros canarios que faenaban en el banco canario-sahariano como el secuestro al pesquero Las Palomas de 24 de abril de 1978 o el atentado al Cruz del Mar de noviembre de 1978.